# Bolitoglossa flavimembris
Bolitoglossa flavimembris é uma espécie de anfíbio caudado pertencente à família Plethodontidae, sub-família Plethodontinae.
Esta espécie pode ser encontrada no Sudoeste da Guatemala e no México (estado de Chiapas). Os seus habitats naturais são florestas húmidas subtropicais e tropicais de baixa altitude. Está ameaçada por perda de habitat. Está presente entre os 1800 e os 2200 m de altitude.

## Etimologia
O epíteto específico, vem do latim flav[a], "amarelo" e membris, « membros » e é uma referência à cor amarela dos seus membros.

## Publicação original original
- Schmidt, 1936 : Guatemalan salamanders of the genus Oedipus. Field Museum of Natural History Publication, Zoological Series, vol. 20, p. 135-166 (texte intégral).